# Dirk Crois
Dirk Crois (Brugge, 18 april 1961) is een Belgisch oud-roeier, roeicoach en ex-bondscoach roeien voor België.

## Coach van Belgische top - skiffeurs
Als coach van Hannes Obreno wist hij zijn skiffeur naar een zege tegen Mahe Drysdale te begeleiden bij de Diamond Challenge Sculls tijdens de Henley Royal Regatta. Tijdens de skiff-finale op de Olympische Zomerspelen 2016 te Rio de Janeiro werd de single-scullroeier vierde onder zijn hoede. Ruim een jaar voor de Olympische Zomerspelen 2024 van Parijs is hij gestart met het coachen van Tim Brys. Brys behaalde in de finale van die Olympische Spelen de vierde plaats.

## Olympisch Kampioen en Koninklijke Holland Beker
Dirk Crois behaalde als roeier onder andere samen met club - en stadgenoot Pierre-Marie Deloof een zilveren medaille op de Olympische Zomerspelen 1984 van Los Angeles. Zij waren de twee laatste mannelijke Belgische medaillewinnaars op Olympische spelen binnen de sporttak roeien. Een andere clubgenote, Ann Haesebrouck behaalde daar brons in het skiffnummer en dat voor het eerst na dertig jaar zonder Belgische Olympische medailleoogst in de roeisport. Ook wereldkampioen lichtgewicht in skiff Wim Van Belleghem is afkomstig uit dezelfde club die in die periode korte tijd opmerkelijk doeltreffend is geweest door het periodiek aantrekken van enkele bekwame buitenlandse toptrainers. Een initiatief dat tot vandaag zijn invloed heeft op de prestaties van de Belgen.
Crois won onder andere ook de Holland Beker in het skiff - nummer op de Bosbaan in het Amsterdamse Bos van Nico Rienks, de Nederlander die later mentor en slagroeier werd van de winnende Holland Acht op de Olympische Zomerspelen 1996 van Atlanta.

## Belgisch Nationaal Bondscoach
Dirk Crois was van 2000 tot en met 2007 de Belgische bondscoach roeien die regelmatig ook aanbiedingen kreeg vanwege buitenlandse nationale sportbestuurders. In eigen land moest hij noodgedwongen ook steeds zelf de taak van sportbestuurder behartigen. Deze gedwongen cumulatie van taken en het blijvend gebrek aan extra omkadering hebben bij Crois echter de klus tot de Olympische Zomerspelen 2008 in Beijing niet kunnen doen afmaken wegens een plotse burn-out. Hij weigerde ooit een aantrekkelijk aanbod als nationaal bondscoach van de Nederlandse KNRB, die later met David McGowan extra zuurstof heeft gegeven aan o.a. hun beroemde Holland Acht / Hollandia eight - project.
Tijdens zijn ambtsperiode als bondscoach heeft Crois opgebouwd vanuit een naar zijn eigen zeggen voortdurend te smalle basis. Hij was destijds, samen met Tim Maeyens en Annick De Decker pleitbezorger voor Studentenroeien Gent. Hij in 2009 en 2010 opgevolgd door 'Oost-Duitse Australiër' Harald Jährling.